# Obligation de quitter le territoire français

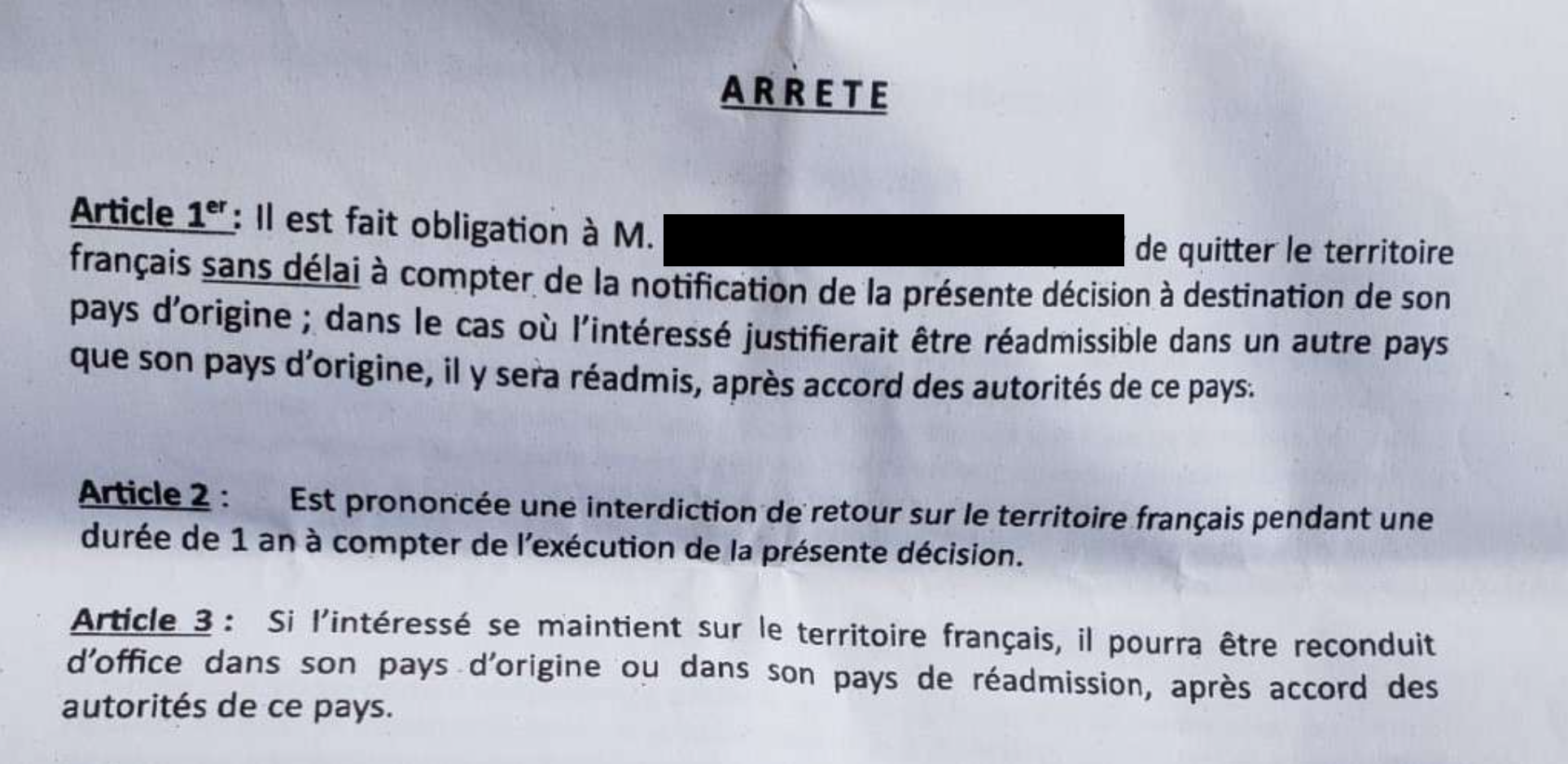
Exemple de décision, en 2023.

Vous lisez un « bon article » labellisé en 2024.
Ne doit pas être confondu avec Invitation à quitter le territoire français ou Interdiction de territoire français.
Wikipédia ne donne pas de conseils juridiques. Le droit des étrangers évolue rapidement et certaines sources peuvent être obsolètes.
L'obligation de quitter le territoire français (OQTF) est une mesure administrative d'éloignement des étrangers prévue en droit français par le code de l'entrée et du séjour des étrangers et du droit d'asile.
Cette décision peut être prise à l'issue d'une demande ou d’un renouvellement de titre de séjour en préfecture qui a abouti à un refus ou à la suite d’une interpellation, par exemple lors d’un contrôle d’identité mettant au jour la situation irrégulière de la personne, ou à la suite d’une infraction pénale ayant abouti à une peine assortie d’une annulation du titre de séjour. Elle est prise par le préfet du département territorialement compétent ou, à Paris par le préfet de police de Paris. Elle peut être accompagnée d'un délai de départ volontaire, d'une interdiction de retour sur le territoire français (IRTF). En cas de non excécution de l'OQTF, une mesure de restriction ou de privation de liberté peut être prise (assignation à résidence ou enfermement en centre de rétention administrative).
Créée par la loi du 24 juillet 2006 relative à l'immigration et à l'intégration, ses dispositions ont été modifiées depuis par plusieurs lois : les lois Hortefeux (2007), Besson (2011), Valls (2012), Cazeneuve (2016), Collomb (2018) et Darmanin (2024). C’est notamment le cas pour la durée maximale du maintien en centre de rétention administrative qui est passée de 32 jours en 2006 à 45 en 2011, puis 90 en 2019.
Le nombre d'OQTF prononcées est particulièrement élevé à Mayotte. En France métropolitaine, sur la période 2010-2023, le nombre d'OQTF prononcées a augmenté continuellement (multiplié par 3,5 en 13 ans, passant de 39 083 en 2010 à 137 730 en 2023) tandis que le nombre d’exécutions n'a cessé de décroître. Le taux d'exécution (le rapport entre le nombre d'OQTF prononcées et celles qui sont exécutées), souvent présenté comme unique indicateur d'efficacité de la politique migratoire, a atteint un pic en 2012 à 22,3 % puis a baissé régulièrement pour atteindre 7,7 % en 2023. Ceci est dû au nombre croissant d'OQTF prononcées, et à la difficulté de leur mise en œuvre, notamment pour des raisons légales, humanitaires, techniques, financières ou diplomatiques. Toutefois, la France est le pays de l'Union européenne qui exécute le plus grand nombre d'éloignements forcés.
Certains faits divers impliquant des étrangers en situation irrégulière faisant l'objet d'une OQTF non-exécutée sont très médiatisés. Des commentateurs et personnalités politiques réagissent en appelant à une fermeté accrue en matière de contrôle des frontières et d'exécution des mesures, dans une démarche que d'autres qualifient de récupération politique. Les statistiques sur les OQTF font parfois l'objet d'infox.

## Définition et mesures associées

### OQTF, principale mesure d’éloignement
En droit des étrangers français, l’éloignement est le terme générique pour désigner l'ensemble des mesures administratives ou judiciaires d’éloignement qui visent à assurer le départ d'un étranger du territoire français, de manière forcée ou, éventuellement en y étant incité (retour « volontaire » ou aidé). Un étranger en situation irrégulière peut faire l’objet de cinq types de mesures d'éloignement :
- l'obligation de quitter le territoire français (OQTF) ne concerne que les hypothèses d’irrégularité de la situation de l’étranger ;
- l'arrêté d’expulsion, qui vise un étranger, est une mesure de protection de l’ordre public. Elle est prise par le préfet ou le ministère de l’Intérieur, et a pour effet d’interdire le retour de l’étranger de manière définitive, sauf si la	mesure est abrogée. Le retour est exécuté de force ;
- la  réadmission Schengen est la reconduite d’un étranger à destination d’un État membre de l’Union européenne ou de l'espace Schengen ;
- le transfert « Dublin » est le transfert d’un demandeur d'asile à l’État européen responsable de l’examen de sa demande ;
- la peine d’interdiction du territoire français (ITF) est une décision judiciaire prononcée par le juge pénal contre un étranger ayant commis un crime ou un délit.

Pour avoir un ordre de grandeur du nombre des différentes mesures d'éloignement, les préfectures et juridictions françaises ont prononcé en 2022 153 042 mesures d’éloignements se répartissant en 134 280 OQTF (87,7 %), 16 367 « réadmissions Schengen » et « transferts Dublin » (10,7 %), 344 arrêtés d’expulsion (0,2 %) et 2 051 ITF (1,3 %). L'OQTF est ainsi la principale mesure d’éloignement en nombre.

### Définition et mesures annexes

#### Définition
La décision portant obligation de quitter le territoire français (OQTF) est une décision administrative qui peut être prise à l’encontre des étrangers non ressortissants d’un État membre de l’Union européenne dans les cas définis dans l’article L. 611-1 du CESEDA :
- entrée irrégulière sur le territoire et qui n’a pas de titre de séjour en cours de validité ;
- maintien sur le territoire français au-delà de la validité du visa ou, si l’étranger n’est pas soumis à l’obligation du visa, à l’expiration d’un délai de trois mois à compter de son entrée sur le territoire sans être titulaire d’un titre de séjour régulièrement délivré ;
- refus de délivrance ou de renouvellement d’un titre de séjour ou en cas de retrait d’un titre de séjour délivré ;
- refus de reconnaissance de la qualité de réfugié ou le bénéfice de la protection subsidiaire a été refusée ;
- comportement constitue une menace pour l'ordre public[N 1] ;
- travail sans autorisation de travail[N 2].

L'étranger mineur ne peut faire l'objet d'une OQTF.

#### Mesures annexes à l'OQTF
L’OQTF de droit commun est assortie d’un délai de départ volontaire d’un mois, voire supérieur s'il apparaît nécessaire de tenir compte de circonstances propres à chaque cas. Une OQTF sans délai de départ volontaire (dite « OQTF sèche ») peut être prononcée, notamment en cas de menace à l’ordre public ou de risque de fuite. Cette catégorie représente environ 60 % des OQTF prononcées en 2022.
La mention du pays à destination est indiquée dans l'OQTF.
Le préfet peut assortir l’OQTF d’une interdiction de retour sur le territoire français (IRTF) et d’un signalement aux fins de	non-admission au sein du système d’information Schengen. Cette interdiction est de cinq années maximum (avant la loi Darmanin de 2024, cette durée était de trois ans) pouvant aller jusqu’à dix ans en cas de menace grave pour l'ordre public. Avant 2016, la reconduite à la frontière était limitée au cas où l’étranger, résidant en France depuis moins de trois mois, menaçait l’ordre public ou occupait un emploi sans autorisation. Avec la loi du 7 mars 2016, cette mesure est étendue à l'ensemble du champ des OQTF. Cette décision administrative ne doit pas être confondue avec la peine d'interdiction de territoire français (ITF), qui peut compléter la décision d'OQTF,.
Le préfet peut également assortir l’OQTF d’une interdiction de circulation sur le territoire français (ICTF). Créée par la loi du 7 mars 2016 et complétée par l'ordonnance du 16 décembre 2020, cette mesure, d'une durée maximale de trois ans, ne peut être prise que lorsque le séjour en France de l’étranger constitue un abus de droit ou si le comportement personnel de l’étranger représente, au regard de l’ordre public ou de la sécurité publique, une menace réelle, actuelle et suffisamment grave à l’encontre d’un intérêt fondamental de la société,.

### Prononcé et validité d'une OQTF

#### Situations pouvant aboutir au prononcé d'une OQTF
Une OQTF peut être prononcée en cas de refus d’une demande ou d’un renouvellement de titre de séjour en préfecture ou à la suite d’une interpellation, comme lors d’un contrôle d’identité faisant apparaître la situation irrégulière de la personne ou à la suite d’une infraction pénale ayant abouti à une peine assortie d’une annulation du titre de séjour.

#### Autorité compétente
L'autorité administrative compétente pour édicter la décision portant obligation de quitter le territoire français, la décision fixant le délai de départ volontaire et l'interdiction de retour sur le territoire français est le préfet de département et, à Paris, le préfet de police.

#### Durée de validité d’une OQTF
Les OQTF sont des mesures exécutoires pendant une durée, depuis 2024, de trois ans à compter de leur édiction (et non de leur notification). La loi du 26 janvier 2024 a en effet modifié la rédaction de l'article L.731-1 du CESEDA en allongeant la durée de validité d'un à trois ans. Le précédent seuil d'un an avait été introduit en 2003, antérieurement à la création des OQTF, par la loi n° 2003-1119 du 26 novembre 2003 pour sécuriser juridiquement les décisions d'éloignement.

### Mesures complémentaires de privation de liberté
Dans l'attente de son éloignement, l'étranger peut être placé en centre de rétention administrative (CRA) ou être assigné à résidence.

#### Placement en centre de rétention administratif
Les centres de rétention administrative (CRA), crées par la loi du 29 octobre 1981, sont des lieux d’enfermement dans lesquels l’administration place des personnes étrangères pour l'exécution de la décision d'éloignement dont ils font l'objet. Depuis la loi du 26 janvier 2024, un étranger mineur ne peut faire l'objet d'une décision de placement en rétention. Le Gouvernement, met ainsi la France en conformité avec les recommandations du Comité des droits de l'enfant des Nations unies et de l'UNICEF, considérant qu'enfermer un enfant au motif du statut migratoire de ses parents constitue une violation des droits de l'enfant et s'avère contraire au principe de l'intérêt supérieur de l'enfant. Dans une circulaire du 5 février 2024, Gérald Darmanin précise que cette règle n’entre en vigueur à Mayotte qu’au 1er janvier 2027, « compte tenu des circonstances migratoires particulières auxquelles est confronté ce territoire ». Les parents seuls avec un enfant devront néanmoins faire l’objet de « mesures d’éloignement », via le placement en « dispositif de préparation au retour »  ou la procédure de « départ aidé ».

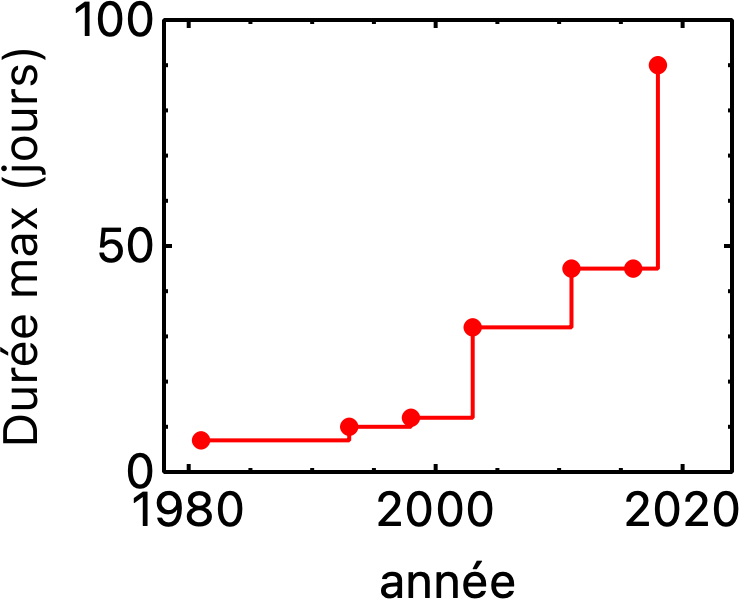
Évolution de la durée maximale de la rétention administrative en France,, et de sa durée moyenne.

Les gouvernements français ont régulièrement allongé le temps pendant lequel un étranger peut être retenu le temps d'organiser son éloignement : dix jours selon la loi Pasqua, en 1993, douze jours avec la loi Chevènement en 1998, trente-deux avec la loi Sarkozy de 2003, quarante-cinq avec la loi Besson en 2011, et quatre-vingt-dix avec la loi Collomb de 2018,. En 2024, Bruno Retailleau envisage de porter cette durée à deux cent dix jours. Il s'agit invariablement d'éviter que les personnes sans papiers n'aient purgé la durée maximale de rétention avant d'avoir pu être reconduites à la frontière, mais la durée de rétention n'a en fait que peu d'impact sur le taux d'éloignement, l'immense majorité d'entre eux ayant lieu dans les 45 premiers jours de la rétention,.
En 2023, le parc de locaux de rétention est de 25 CRA, dont 4 en Outre-mer. Le nombre de places disponibles est de 1948. Le nombre de personnes retenues pour des séjours plus ou moins longs (d'une durée inférieure à 90 jours) a été de 16 969 en France métropolitaine et de 29 986 Outre-mer. L’OQTF demeure la décision d’éloignement qui fonde le placement en rétention dans la grande majorité des cas (74,6 %). Les autres motifs d'éloignement sont l'ITF (12,2 %), le transfert Dublin (6,1 %), l'AME/APE (2,6 %), PRA Dublin (1,8 %), Réadmission Schengen (1 %), ICTF (0,4 %), IRTF (0,2 %), IAT (0,1 %) et SIS (0,1 %).
Cette même année 2023, sur la totalité des personnes retenues en CRA, 60 % ont été libérées (52 % par un juge administratif ou judiciaire, 4 % par la préfecture), 2 % des personnes ont été assignées et seulement 36 % ont été éloignées (23 % vers un pays hors de l'UE et 13 % vers un pays membre de l’UE ou espace Schengen).

#### Assignation à résidence
L'étranger faisant l'objet d'une décision d'éloignement sans délai de départ volontaire ou pour laquelle le délai de départ volontaire imparti a expiré et qui ne peut quitter immédiatement le territoire français peut être assigné à résidence. La circulaire Valls (juillet 2012) rappelait que, pour les familles, l’assignation à résidence devait primer sur la rétention. La loi du 7 mars 2016 fait de l'assignation à résidence la mesure de droit commun, conformément à la directive retour de 2008.

## Cadre juridique

### Cadre législatif européen
La directive retour, adoptée par le Parlement européen le 18 juin 2008, fixe les normes et procédures européennes communes applicables par les États membres au retour des ressortissants de pays tiers en séjour irrégulier. La Commission a publié également plusieurs documents d'orientation, comme la stratégie en matière de retour volontaire et de réintégration (avril 2021), le document d’orientation « Pour une stratégie opérationnelle en vue de retours plus efficaces » (janvier 2023) et la recommandation sur la reconnaissance mutuelle des décisions de retour et l’accélération des retours (mars 2023),.

### Cadre législatif national
Confrontée à l’augmentation des flux migratoires, la lutte contre l’immigration irrégulière s’exerce dans un cadre législatif et réglementaire fréquemment révisé. Vingt-et-une lois ont ainsi été votées entre 1990 et 2024 sur l'immigration et l’asile, sans réussir à diminuer le taux de non-exécution des mesures d'éloignement, parce que l'obstacle principal est en réalité diplomatique,. Parmi celles-ci, sept lois ont permis de constituer le corpus juridique actuel des OQTF, tel qu'il ressort dans le titre I du Code de l'entrée et du séjour des étrangers et du droit d'asile, développé au travers de cinq chapitres. Les dispositions relatives à l'outre-mer sont développées dans le titre V.
La loi du 24 juillet 2006, portée par Nicolas Sarkozy fusionne les décisions de refus de séjour et d'éloignement en créant l’OQTF, une décision qui oblige un étranger en situation irrégulière à quitter la France par ses propres moyens dans un délai de 30 jours, et dans certains cas sans délais. Avec cette loi, un seul acte peut en remplacer plusieurs : le refus du titre de séjour, la reconduite à la frontière, la désignation d'un délai de départ volontaire, la définition du pays de retour, l'interdction de retour.
La loi du 20 novembre 2007, portée par Brice Hortefeux, précise que l'OQTF associée à un refus de titre ne fait pas l'objet d'une motivation distincte de la motivation de la décision de refus ou de retrait (Ceseda, art. L. 511-1 modifié).
La loi du 16 juin 2011, portée par Éric Besson, et qui transpose la « directive retour », modifie fortement le livre V du Ceseda, concernant les mesures d’éloignement. Elle marginalise les arrêtés préfectoraux de reconduite à la frontière (APRF) au bénéfice des OQTF ; définit deux modalités d'OQTF, avec et sans délai de départ volontaire ; crée l’« interdiction de retour sur le territoire français » (IRTF) qui peut accompagner une OQTF ;  réforme les procédures de recours ; précise les conditions d'exécution des OQTF et des IRTF. Elle modifie aussi l'assignation à résidence et la rétention, et porte de 32 à 45 jours la durée maximale de rétention, avec intervention du juge administratif avant le juge judiciaire.
La loi du 31 décembre 2012, portée par Manuel Valls, institue une retenue pour vérification de situation d’une durée maximum de 16 heures, le temps d’obtenir le cas échéant une OQTF. Cette retenue remplace la garde à vue sur le fondement du délit de séjour irrégulier, déclarée contraire au droit communautaure (directive retour) par un arrêt de la Cour de justice de l’Union européenne.
La loi du 7 mars 2016, portée par Bernard Cazeneuve, relative aux droits des étrangers module les délais de recours et de jugement selon les motifs de la mesure d’éloignement. Elle impose aussi dans certains cas de compléter l’obligation de quitter le territoire français (OQTF) par une interdiction de retour sur le territoire français.
La loi du 10 septembre 2018, portée par Gérard Collomb, vise à renforcer « l’effectivité et la crédibilité de la lutte contre l’immigration irrégulière ». Elle accélère la délivrance des OQTF pour les demandeurs d’asile déboutés et réduit les cas dans lesquels l’OQTF peut être assortie d’un délai de départ volontaire (contre l'avis du Défenseur des droits), et cherche à fluidifier le contentieux de l’éloignement. Elle modifie le régime de l’IRTF en suivant un arrêt de la CJE : sa durée court dorénavant à compter de l’exécution de l’OQTF. Désormais, un recours contre une décision d’asile ne suspend plus une mesure d’éloignement pour les ressortissants de pays « sûrs ». La durée maximale de la rétention est doublée, de 45 à 90 jours, et la durée de la retenue administrative pour vérification du droit de séjour passe de 16 à 24 heures.
La loi du 26 janvier 2024, portée par Gérald Darmanin, élargit les OQTF à des étrangers précédemment protégés (comme les personnes arrivées en France avant l'âge de 13 ans), prévoit que l’OQTF est automatique en cas de rejet définitif d’une demande d’asile, prolonge le délai d’exécution d’une OQTF de 1 à 3 ans, et allonge de six mois à un an la durée d'assignation à résidence d'étrangers soumis à une mesure d'éloignement,. Selon les instructions envoyées aux préfets par Bruno Retailleau le 23 janvier 2025, en remplacement de la circulaire Valls, le refus de régularisation est dorénavant « systématiquement » assorti d’une OQTF.

## Dénombrement et exécution des OQTF

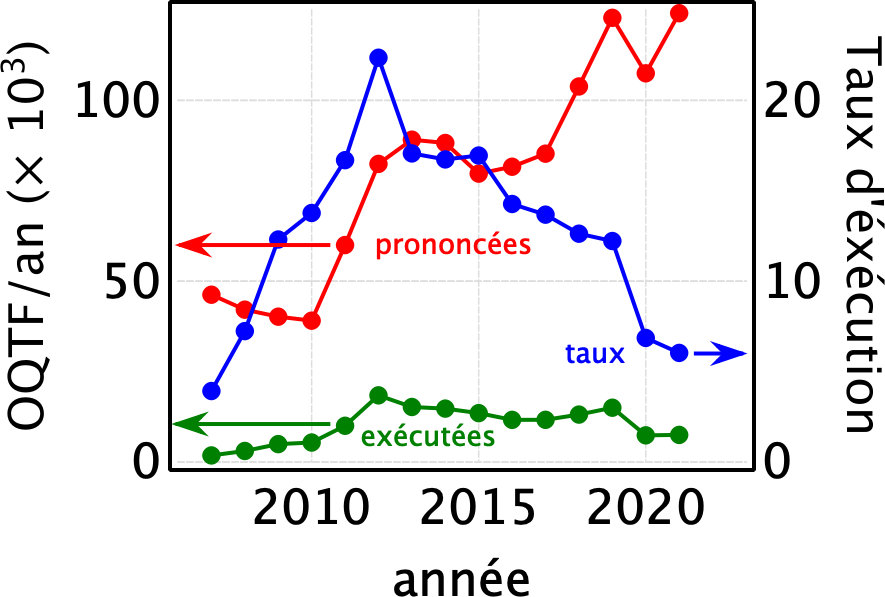
OQTF prononcées et exécutées annuellement en France métropolitaine. Selon les données publiées dans le rapport 2023 du Contrôleur général des lieux de privation de liberté.

### France métropolitaine
Les statistiques concernant les éloignements sont le principal indicateur de performance des politiques migratoires publiques,,,,. Nicolas Sarkozy, en 2003, est le premier Ministre de l'Intérieur à fixer aux préfets des objectifs sur le nombre d'étrangers en situation irrégulière à expulser,, et inaugure ainsi une « politique du chiffre » qui s'est depuis retournée contre le ministère, à qui le faible taux d'exécution est régulièrement reproché.
Depuis 2013, les statistiques publiques ne distinguent plus les différentes mesures d'éloignement selon le type de mesure — OQTF, ITF ou arrêté d'expulsion (motivé par l'ordre public) —, mais seulement les éloignements « non aidés » ou « aidés ».
En 2018, le ministère de l'Intérieur a prononcé 103 852 mesures d'OQTF, et  13 114 ont été exécutées, selon un rapport sénatorial. Emmanuel Macron avait, au début de sa première présidence, évoqué dans un entretien accordé à Valeurs actuelles un objectif de 100 % du taux d'exécution des reconduites à la frontière (censées être appliquées à la fin du délai de 30 jours pour les OQTF qui ne font pas l'objet d'un recours) ; la promesse était considérée comme intenable par Libération, et « fantasmatique » par la Cour des comptes. Le président l'a reconnu en 2022, en annonçant concentrer ses efforts ultérieurs sur les étrangers « les plus dangereux ».
Le taux d'exécution des mesures d'OQTF s'établissait à environ 15 % en 2018, démontrant que les mesures d'éloignement prises n'étaient que très rarement exécutées. Le taux d'exécution de ces mesures d'éloignement a diminué ces dernières années (13,5 % en 2017, 12 % en 2019, puis, avec la crise du Covid-19, seulement 6,9 % en 2020 et 5,6 % au premier semestre 2021), avant de retrouver une hausse de 30 % en 2023. Le taux d'exécution des mesures d'éloignement est de 30 % au niveau européen.
Cependant, ce calcul consistant à diviser le nombre d'OQTF exécutées par celui des OQTF prononcées est imparfait. Il tire vers le bas le taux d'exécution en incluant dans le calcul des OQTF qui ne peuvent pas être exécutées et en sous-estimant le nombre de départs. Le premier ministre Manuel Valls contestait déjà en 2015 les « raisonnements simplificateurs » de la Cour des comptes.. En octobre 2024, le ministre de l'Intérieur Gérald Darmanin propose un autre calcul portant sur le premier semestre 2024 pour estimer le taux d'exécution des OQTF à 20 %, et commente : « en tout cas, c'est très bas, on ne va pas chipoter ». En août 2024, le ministre avait néanmoins transmis au Figaro et à CNews une note se félicitant de la récente augmentation du taux d'exécution, attribuée aux effets de sa loi immigration.
La droite et l'extrême droite voient dans ce faible taux d'exécution des OQTF un symbole de l'impuissance de l'État en matière politique migratoire. Il s'explique pourtant par le fait que de les mesures d'éloignement sont très nombreuses et souvent prononcées à l'encontre de personnes difficilement éloignables en raison de leur situation familiale en France ou parce que les pays d'origine ne coopèrent pas en matière de délivrance de laissez-passer consulaire. Les mesures peuvent aussi être annulées par les juridictions administratives,,,. Jean-Marc Leclerc, un journaliste du Figaro proche du Ministère de l'Intérieur, voit dans le faible taux d'exécution le résultat d'un « manque de volonté politique », et d'un manque de volonté des juges.
L'échec de l'exécution des mesures d'éloignement ou leur impossibilité (juridique, humanitaire, technique, etc.) augmente le nombre d'étrangers qui se maintiennent de manière irrégulière sur le territoire, dans une « zone grise » ,. Les travailleurs sans-papiers jouent un rôle économique important comme main-d'œuvre abondante, bon marché et docile,,. Le rapport 2019 du Parlement européen sur la directive retour indique une préoccupation « par le fait que les États ne délivrent pas de permis de séjour temporaire lorsque le retour s’avère impossible, ce qui empêche les [personnes concernées] de faire valoir leurs droits fondamentaux, [augmente leur] vulnérabilité à l’exploitation sur le marché du travail et [les maintient dans une situation de] flou administratif ».

#### Des OQTF en grand nombre

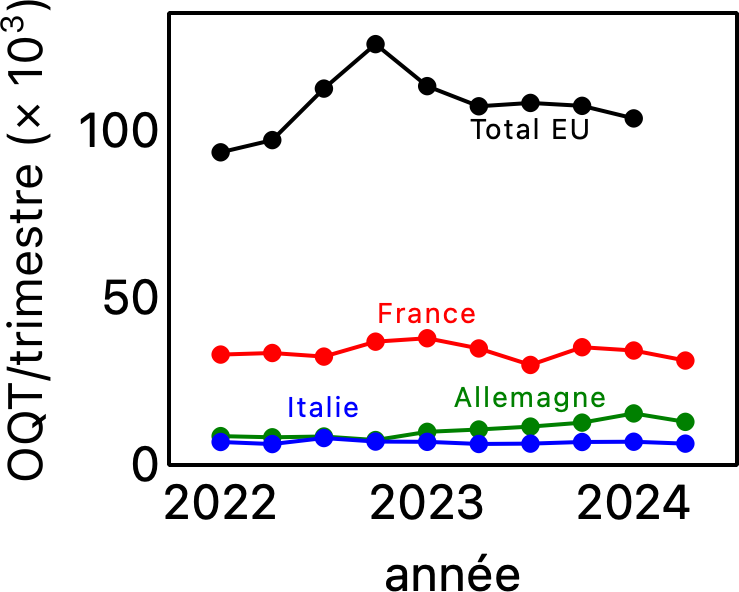
Statistiques des obligations de quitter le territoire prononcées dans quelques pays d'Europe. Nombre d'OQT par trimestre. Données Eurostat.

La France prononce beaucoup plus de mesures d'éloignement que ses voisins, : 31 195 au deuxième trimestre 2024, contre 12 885 en Allemagne ou 6 380 en Italie. Elle a doublé le nombre d'OQTF prononcées entre 2015 et 2024, sans arriver à faire varier le nombre de celles qui sont exécutées,,.
Leur nombre est tel qu'il aurait fallu procéder à 11 000 retours par mois en 2023 pour exécuter d'office toutes celles émises cette année-là. Chaque éloignement forcé est une opération lourde, impliquant de nombreux personnels (administratifs en Préfecture, forces de l'ordre, etc.) et un coût élevé (estimé à 20 000 € par personne en incluant la rétention administrative). Les compagnies aériennes peuvent refuser un éloignement, par principe en amont du vol, mais aussi lors de l'embarquement, notamment si celui-ci se déroule mal.,.
De nombreuses OQTF sont délivrées en préfecture, provoquant de nombreuses critiques au titre de l'erreur manifeste d'appréciation,, car, selon la Cour des comptes, « des services surchargés commettent des erreurs de
fond et de procédure ». Ces OQTF peuvent concerner des personnes qui sont insérées dans la société, ou travaillent dans des métiers en tension. Les recours engorgent les tribunaux administratifs. En 2022, ceux-ci ont annulé 18 % des OQTF contestées,.
La Cour des comptes écrit en 2024 qu'il « est difficile de prouver que des éloignements plus nombreux conduiraient à réduire le flux entrant d'immigration ».

### Répartition par nationalité

Obligations de quitter le territoire français par nationalité prononcées (cumul 2019-2022, hors Mayotte),.
58700
> 25000
> 10000
> 7000
> 5000

Selon la Cour des comptes, sur la période 2019-2022 et sans considérer Mayotte, les principaux pays de destination étaient l'Algérie, le Maroc, la Tunisie, l'Albanie, la Côte d'Ivoire, la Géorgie, le Bangladesh, le Mali, la Guinée et le Pakistan. En 2022, 134 280 OQTF ont été prononcées, en raison de l'entrée ou du maintien irrégulier sur le territoire (41 %), à la suite du refus de délivrance d'un titre de séjour (18 %), en raison du refus de la qualité de réfugié ou de la protection subsidiaire (27 %), et 7 % sur le motif de menace pour l'ordre public,.

### Mayotte
Le département de Mayotte concentre la majorité des placements en rétention. Contrairement à la situation en métropole, le recours ne suspend pas automatiquement l'obligation de départ, ce qui permet d'éloigner des personnes avant que le juge administratif n'ait été saisi. En 2022, 20% des OQTF prononcées à Mayotte ont été annulées par la justice, notamment au bénéfice de parents dont les enfants possèdent la nationalité française. L'État peut être obligé d'organiser le retour de personnes expulsées illégalement. La Cour européenne des droits de l'homme a condamné la France en 2020 pour avoir expulsé deux enfants nés à Mayotte, en les ayant rattachés arbitrairement à un adulte tiers.

### Motifs de non-exécution des OQTF

#### Raisons humanitaires
Certaines OQTF sont inapplicables parce qu'on ne peut pas organiser de retour vers les pays de destination désignés. En 2023, près de 10% des OQTF concernaient des pays tels que l'Afghanistan, le Soudan ou la Syrie,,. Le principe de non-refoulement, inscrit en 1951 dans l'article 33 de la Convention de Genève, protège toute personne d'un renvoi vers le territoire d'un pays où sa liberté ou sa sécurité serait menacée,,. Le texte ne distingue pas les étrangers en fonction de la licéité de leur présence sur le territoire hôte, et l'article 31 de la même Convention interdit aux pays signataires de pénaliser les étrangers qui sont entrés ou séjournent irrégulièrement sur leur territoire, s'ils viennent d'un pays où ils sont menacés.
La France a été condamnée quatre fois par la Cour européenne des droits de l'homme (CEDH) en 2021 et 2022 pour avoir expulsé ou voulu expulser des ressortissants tchétchènes, et le juge des référés du Conseil d'État a annulé en 2023 l'expulsion d'un Ouzbek mise en œuvre en dépit d'une interdiction par la CEDH,.

#### Raisons diplomatiques
La coopération des pays d'origine est nécessaire pour mettre en œuvre les éloignements forcés, parce que les personnes sous OQTF n'ont souvent pas les documents nécessaires pour voyager. Les pays de destination doivent vérifier leur identité et produire un laissez-passer consulaire (LPC), et c'est la principale raison d'échec de la mise en œuvre forcée de la procédure d'éloignement,.
Le refus de délivrer ces LPC est un moyen de pression des pays d'émigration sur les pays d'accueil, comme la France. En 2021, dans un contexte de relations diplomatiques difficiles avec l'Algérie,, le premier ministre Jean Castex annonce un gel des visas aux pays du Maghreb en réponse à leur refus de délivrer ces laissez-passer. Gérald Darmanin, ministre de l'Intérieur, exagère alors le nombre de demandes de LPC refusés par l'Algérie en confondant le nombre d'OQTF prononcées et le nombre de demandes adressées à l'Algérie (7 300 contre 597). En 2023, l'Algérie freine l'émission de LPC en réaction à l'accueil par la France d'Amira Bouraoui, la gynécologue militante du Hirak opposée au président Bouteflika,. La stratégie qui conditionne l'attribution de visas accordés aux ressortissants du Maghreb à la délivrance de LPC est considérée comme peu efficace par la Cour des comptes en 2024,, et « peu convaincant[e] pour favoriser les réadmissions » selon le rapport Klinkert la même année. En 2025, alors que les relations diplomatiques franco-algériennes sont tendues par l'intervention de la France en faveur du Maroc au sujet du Sahara occidental et contre la détention de l’écrivain franco-algérien Boualem Sansal, et après qu'un ressortissant algérien sous le coup d'une OQTF non exécutée par l’Algérie est soupçonné d'un meurtre à Mulhouse,, le gouvernement français menace de remettre en question l'accord franco-algérien de 1968 qui permet des exemptions réciproques de visas au bénéfice de titulaires de passeports diplomatiques,,, et transmet à Alger une liste de dizaines de noms de personnes visées par une OQTF ; l'Algérie refuse le principe de cette mesure, et la France suspend l’exemption de visa pour les détenteurs de passeport diplomatiques algériens.
Des accords de réadmission bilatéraux obligent les gouvernements signataires à accepter le retour des personnes éloignées de leurs pays respectifs. Initialement destinés aux extraditions, ils sont devenus après la Seconde Guerre mondiale, et surtout à partir des années 1990, des outils de contrôle des flux migratoires permettant de renvoyer les migrants vers des pays de transit. Ceux-ci concluent des accords de réadmission avec d'autres pays, pour permettre des renvois en chaine jusqu'aux pays d'origine des réfugiés. Des accords sont aussi négociés au niveau de l'Union Européenne,. Certains accords conditionnent une aide au développement à la coopération d'un pays donné en matière de contrôle des flux migratoires,. Mais la société civile peut y faire obstacle : les Maliens se sont fortement opposés à la signature d'accords de réadmission avec la France, parce que les envois de fonds par les personnes émigrées ont un rôle économique essentiel,. En 2024, le ministre de l'Intérieur Bruno Retailleau promet de nouveaux accords bilatéraux avec la Tunisie et l'Égypte.
Enfin, certains pays n'ont pas les moyens administratifs nécessaires pour identifier leurs ressortissants émigrés, notamment dans la durée maximale de la rétention administrative (ce qui explique l'augmentation continue de celle-ci, de 6 jours en 1981 à 90 en 2019),.
Pour toutes ces raisons, la pression exercée par la France sur les pays d'origine peut être sans effet, ou contre productive, et mettre en difficulté des équilibres diplomatiques déjà fragiles.

## Contestation de l'OQTF et des placements en rétention

### Recours
Un étranger obligé de quitter le territoire peut former deux recours contentieux cumulatifs : le recours pour excès de pouvoir (classique en droit administratif) qui est suspensif, et le recours devant le juge des libertés et de la détention si l'étranger est retenu en centre de rétention administrative (qui ne concerne que l'enfermement, et ne suspend pas la mesure d'éloignement). Des recours administratifs, gracieux (demande à l'administration de reconsidérer sa position) ou hiérarchique (courrier au ministre pour lui demander de réformer la décision qui a été prise par son administration), sont possibles mais peu courants ; ils ne sont pas cumulables, ils sont non suspensifs et ils ont de faibles chances d'aboutir,,.

## Traitement médiatique, récupération politique
Le sujet réapparait dans les médias chaque fois qu'un étranger visé par une OQTF est soupçonné d'avoir commis un crime,. L'affaire est alors invariablement récupérée avec un objectif politique : en faire un symbole de l'échec du gouvernement et demander un durcissement des politiques migratoires. C'est le cas après les attentats à Arras en 2023 et Marseille en 2017, ou après le meurtre de Lola à Paris en 2022,,,. Selon un sondage CSA réalisé pour Europe 1, CNews et Le Journal du dimanche en septembre 2024, peu après le meurtre de Philippine Le Noir de Carlan à Paris, vraisemblablement par un homme marocain sous le coup d'une OQTF,, 78 % des Français se disent favorables à l'emprisonnement des individus sous OQTF. Des associations féministes et le Syndicat de la magistrature appellent à penser ce crime sous le prisme des féminicides et de la récidive, non sous celui de l'immigration,, et Kévin Badeau dans Le Point estime que l'affaire est « instrumentalisée » à gauche comme à droite. Pour le critique de TV Samuel Gontier, la différence de traitement entre cette affaire, qui fait l'objet d'un « frénétique vacarme » de la part des hommes politiques, au contraire de  leur « assourdissant silence » qui entoure l'affaire des viols de Mazan montre qu'il est plus facile « d’incriminer l’immigration plutôt que de traiter les violences sexistes et sexuelles comme un problème systémique ».
Le magazine Marianne explique que dans leur narration des faits divers, certains médias de type CNews mentionnent systématiquement l'OQTF si elle existe, parce que « au-delà de l'intérêt public d'une telle information, se joue aussi une bataille politique – et une droitisation du champ médiatique ». Le journal Libération relève « la confusion entre les étrangers ayant commis des infractions et les étrangers ayant fait l'objet d'une OQTF, largement suggérée dans les débats ».
La médiatisation des faits divers est aussi responsable d'une inflation législative (133 modifications en moins de dix ans selon la Cour des comptes) qui semble contre-productive, parce qu'elle entraine un engorgement des juridictions et n'a pas d'effet dissuasif.
La juriste et militante Danièle Lochak explique que les circulaires ministérielles sur les procédures d'éloignement sont des outils de propagande : pour réussir à remobiliser les fonctionnaires de police et à frapper l'opinion publique (voir la circulaire Chevènement du 11 octobre 1999), et sont largement médiatisées. Elles ne renseignent pas sur les pratiques de la police, et n'évoquent jamais ni l'usage de la force ni le recours aux charters,. Elles montrent la réalité à travers un prisme administratif, dont la sécheresse « finit par faire oublier que c’est d’hommes, de femmes, d’enfants qu’il s’agit ».
Selon Stéphane Maugendre, avocat et militant au GISTI, la stratégie politique peut aussi être d'opposer les Français et les étrangers, comme quand Gérald Darmanin commente sur RTL le nombre d'« étrangers délinquants qui ont été expulsés » en annonçant qu'il veut « dire aux Français que [sa] main ne tremble pas ».

## Infox

### Nombre total de personnes visées par une OQTF
Le chiffre de 700 000 personnes ayant reçu une OQTF vivant actuellement en France, présent dans un projet de loi déposé en septembre 2024 par Laurent Wauquiez et entendu dans des émissions présentées par Cyril Hanouna et Pascal Praud, est le résultat d'un calcul incorrect consistant à cumuler les OQTF prononcées sur une durée (arbitraire) de dix ans et soustraire le nombre d'OQTF exécutées, sans tenir compte des retours volontaires, des procédures annulées par les tribunaux administratifs, ni le fait que sur une période aussi longue, une même personne peut recevoir plusieurs OQTF,.
Selon Gérald Darmanin, alors ministre de l'Intérieur, une fourchette de 600 000 à 900 000 personnes en situation irrégulière peut être calculée à partir du nombre de personnes bénéficiant de l'aide médicale d'état, corrigé par la fraction estimée des personnes éligibles qui ne font pas valoir leurs droits.

### Taux d'exécution
En février 2021, dans un débat face à Gérald Darmanin, la présidente du RN Marine Le Pen affirme que contrairement à la France, l'Allemagne exécute 90 % de ses obligations de quitter le territoire. Cependant, ce pourcentage est de 53 % et ne tient pas compte du fait que l'Allemagne délivre trois fois moins d'obligations de quitter le territoire que la France. La France est en fait le pays de l'UE qui procède au plus grand nombre d'éloignements forcés.

### Nombre de recours possibles
Pendant les premiers débats sur sa loi immigration en 2022, Gérald Darmanin affirme à tort sur France Inter qu'un étranger peut former « jusqu'à 12 recours » contre une OQTF. Le contentieux est complexe et est simplifié en 2024 en suivant la proposition du Conseil d'État. Avant 2024, il existait effectivement une douzaine de procédures de recours pour excès de pouvoir, mais qui correspondaient à des situations différentes et ne pouvaient pas être utilisées successivement par une personne unique,,. La personne étrangère qui reçoit une OQTF ne peut former qu'un seul recours devant le tribunal administratif ; par ailleurs, si elle est enfermée en centre de rétention, elle peut exercer un recours pour contester sa privation de liberté devant le juge des libertés et de la détention (ou JLD, un juge judiciaire) à chaque fois que son placement est renouvelé. Le JLD ne se prononce toutefois pas sur la validité de l'OQTF.
Une universitaire et militante pour le droit des étrangers estime qu'avec cette annonce, « Gérald Darmanin joue sur une ambiguïté pour faire croire que les personnes sont ultra-protégées ».

### Lien avec la délinquance
Selon Libération, l'extrême droite entretient la confusion en assimilant les personnes ayant été l'objet d'OQTF à des délinquants, alors que l'OQTF est une décision administrative, qui est minoritairement motivée directement par une menace à l'ordre public, et celle-ci n'implique pas que la personne a été préalablement condamnée. Il n'y a donc pas de lien entre OQTF et délinquance,,.

### Possibilités de retour
Un site commercial d'informations administratives, relayé par erreur sur les réseaux sociaux de l'Office français de l'immigration et de l'intégration (OFII) en novembre 2022, a donné des explications fausses sur la possibilité de retour en France après un départ forcé. Le président de l'office, Didier Leschi, insiste alors pour rappeler que « l'exécution ou le suivi des personnes sous OQTF » ne figurent pas parmi les compétences de l'OFII.

## Alternatives
La Cour des comptes encourageait en 2020 une « approche pragmatique : obtenir le départ des personnes susceptibles de le faire volontairement et trouver des solutions pour les autres », c'est-à-dire régularisation par l'obtention d'un titre de séjour ou le développement de l'aide au retour. Selon l'analyse de Camille Le Coz, directrice associée du think tank Migration Policy Institute (en), tisser des liens avec les personnes sans papiers et les mettre à l'abri est un prérequis si l'on veut pouvoir proposer toutes les options possibles.

### Retour aidé, plutôt que forcé
Le retour aidé est un départ encouragé par la prise en charge des frais de réacheminement et par des aides financières conditionnées au départ effectif. Il permet aux personnes exilées de se réintégrer plus facilement dans leur pays d'origine, mais ne peut être efficace que s'il résout une situation individuelle. Il est proposé par l'OFII, peu coûteux, mais rarement utilisé : il concerne moins de 5 000 personnes en 2022 (comparé à  8 894 au Royaume-Uni et 26 545 en Allemagne la même année). Le dispositif est en recul depuis la pandémie de covid-19 pour plusieurs raisons énumérées dans un rapport de la Cour des comptes : interruption des liaisons aériennes et diminution des éloignements forcés pendant la pandémie, et réduction depuis 2018 de l’allocation forfaitaire majorée pour les ressortissants de pays tiers issus des campements de la région des Hauts-de-France. La Cour des comptes a encouragé le développement de ce dispositif en 2020 et 2024, notamment par des majorations exceptionnelles,.

### En Allemagne, des permis de séjour en raison de l'impossibilité de quitter le pays
En 2006, une loi allemande intitulée Bleiberechtsregelung (littéralement : réglementation du droit de rester), permet à des personnes en situation irrégulière (des anciens demandeurs d’asile dont la demande a été rejetée mais qui ne peuvent pas retourner dans leur pays d'origine pour des raisons humanitaires) d'obtenir une admission au séjour temporaire (Aufenthaltserlaubnis (de)) qui comporte une période d'essai (Probezeit) de deux ans et demi. L'intéressé doit démontrer sa « bonne intégration » à la société allemande, notamment par sa maitrise de la langue, n'avoir commis aucun délit et vivre des revenus de son travail, plutôt que d'allocations ou de prestations sociales. À la suite de la crise migratoire de 2015, l'Allemagne développe la politique de retour volontaire et d'éloignement et, d'autre part, les mesures de régularisation, temporaires ou de long terme, en prévoyant de nombreux mécanismes différents de régularisation des étrangers en résidence tolérée (Duldung), qui ne peuvent pas être éloignés.